# Lichte granietmot
De lichte granietmot (Eudonia lacustrata) (synoniem Dipleurina lacustrata, vroeger ook Scoparia crataegella) is een nachtvlinder uit de familie Crambidae, de grasmotten. De vlinder heeft een spanwijdte van 16 tot 18 millimeter en is in Nederland en België vrij algemeen. De soort komt verspreid over Europa, Noordwest-Afrika en in Azië van Turkije over Siberië en het westen van China. In Iran en Armenië komt de ondersoort E. lacustrata persica voor.
De vliegtijd van de lichte granietmot is van eind mei tot en met augustus. De rupsen leven van mossen op bijvoorbeeld stenen en boomstronken.
Soorten Eudonia zijn moeilijk van elkaar te onderscheiden.